# Amilcar Type CC

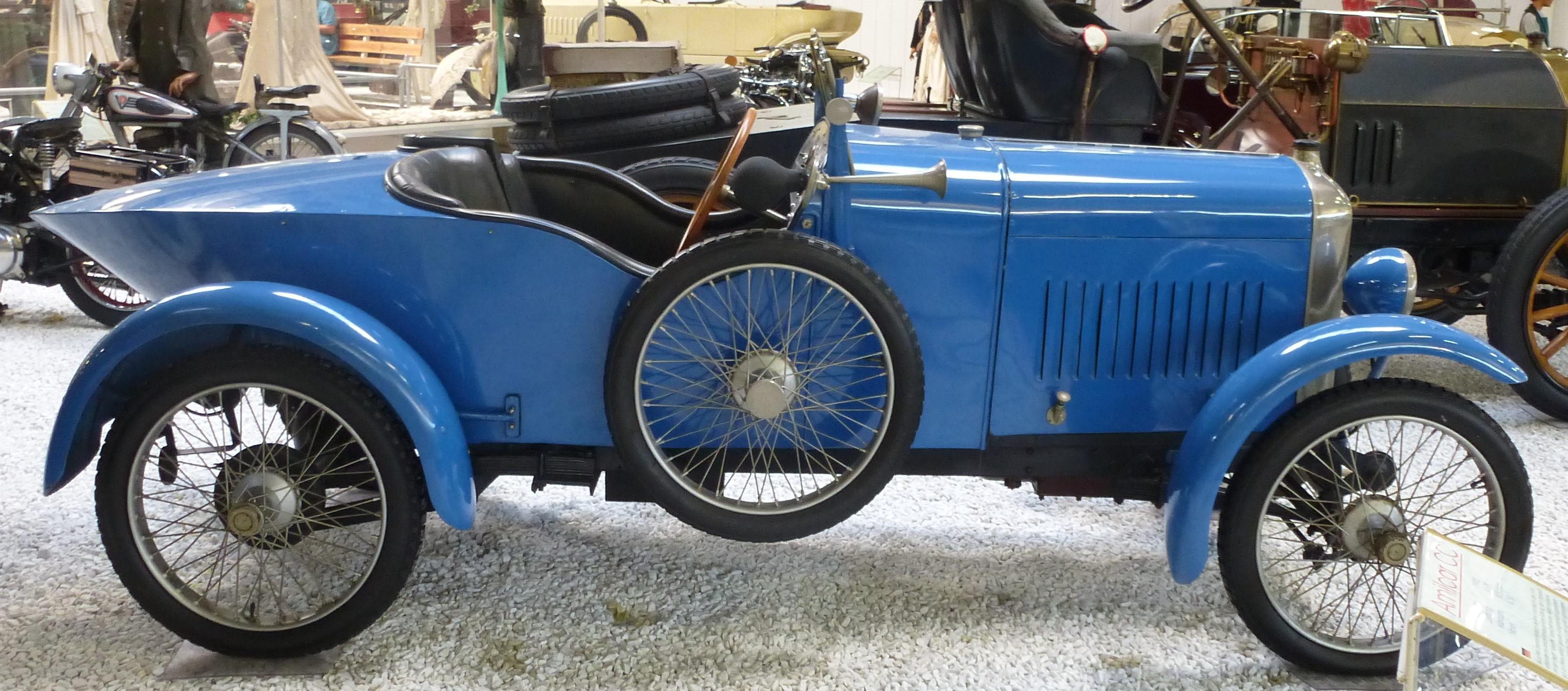
Seitenansicht des Fahrzeugs im Technik-Museum Sinsheim von 1921 oder 1922

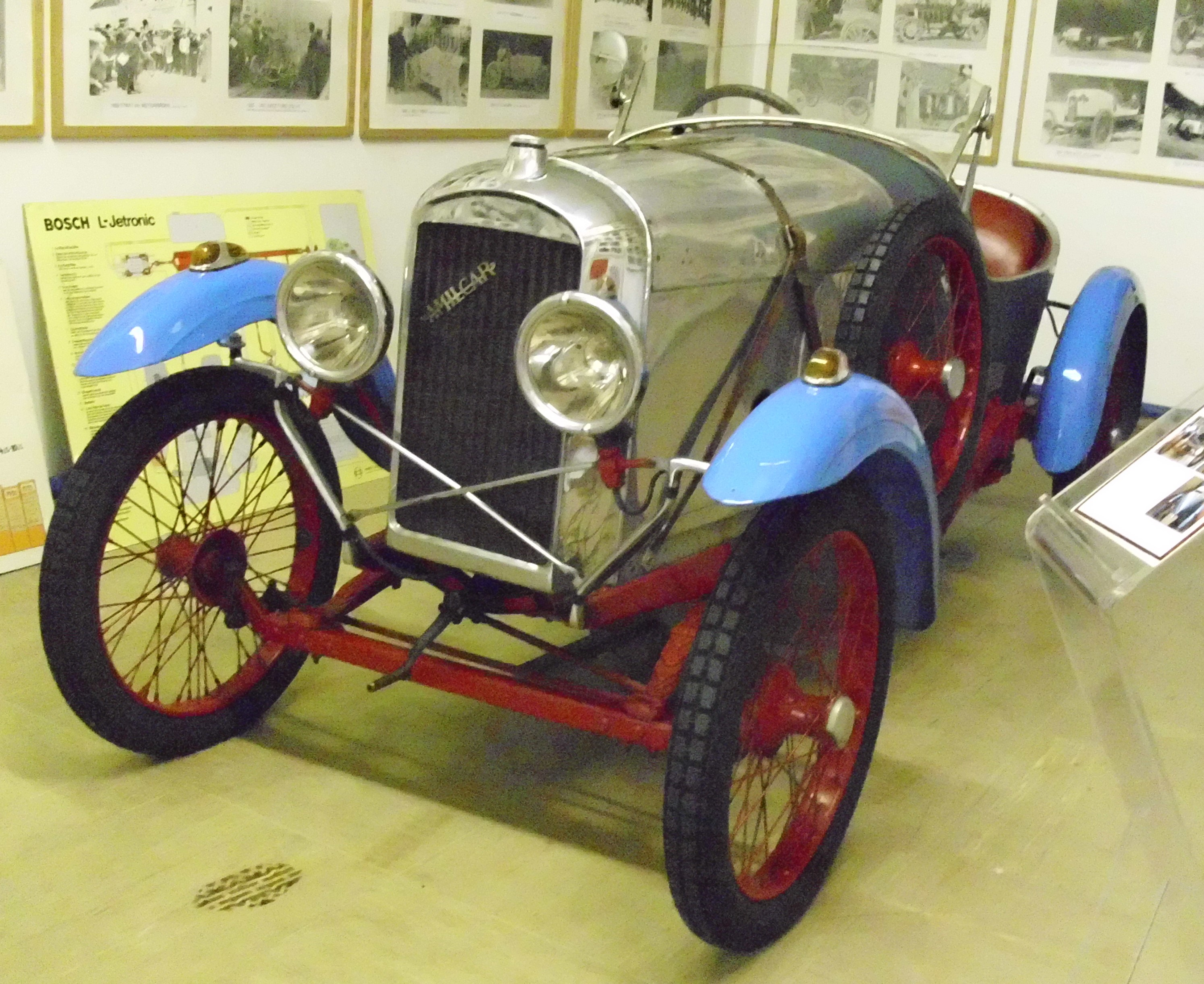
Amilcar Type CC von 1924

Der Amilcar Type CC (kurz Amilcar CC) war der erste Pkw der französischen Marke Amilcar. Das CC stand für Cycle Car.

## Beschreibung
Der Konstrukteur Edmond Moyet, der ab 1919 für Citroën tätig war, entwickelte in seiner Freizeit ein kleines Fahrzeug. Über den Rennfahrer André Morel kam er 1921 in Kontakt mit den Geschäftsleuten Joseph Lamy und Émile Akar. Sie sahen das Potenzial des Fahrzeugs, gründeten ein Unternehmen und stellten Moyet ein. Er entwickelte das Fahrzeug zur Serienreife. Es gibt eine Ähnlichkeit zum Citroën Typ C, an dessen Entwicklung Moyet beteiligt war. Im Oktober 1921 wurden drei Fahrzeuge auf dem Pariser Autosalon präsentiert.
Das Modell war zu Beginn der Bauzeit ein Cyclecar. Für Fahrzeuge dieser speziellen Fahrzeugklasse galt in Frankreich seit dem 30. Juli 1920 eine jährliche Kraftfahrzeugsteuer in Höhe von 100 Franc.
Das Fahrzeug hatte einen Monoblockmotor mit vier Zylindern. 55 mm Bohrung und 95 mm Hub ergaben 903 cm³ Hubraum. Damit war das Fahrzeug in Frankreich mit 6 Cheval fiscal und im Vereinigten Königreich mit 7,5 RAC Horsepower eingestuft. Der Motor leistete 17 PS bei 2300 Umdrehungen. Durchaus üblich war die Thermosiphonkühlung.
Der vorne im Fahrzeug montierte Motor trieb über ein Dreiganggetriebe und eine Kardanwelle die Hinterachse an. Auf ein Differentialgetriebe wurde verzichtet. Gebremst wurden nur die Hinterräder. Der Radstand betrug 231 cm und die Spurweite 110 cm. Das Leergewicht war anfangs mit 350 kg angegeben. Das war wichtig, um das Gewichtslimit für Cyclecars einzuhalten.
Ab Ende 1922 war gegen Aufpreis ein Anlasser erhältlich. 1923 mit zunehmender Ausstattung wurde das Fahrzeug schwerer und überschritt das Limit. Dann galt es in Frankreich als Voiturette. Die jährliche Steuer betrug dann 280 Franc. Es sind Fälle bekannt, in denen Neuwagenkäufer auf Zubehör verzichteten, die Zulassung als Cyclecar erreichten und danach weitere Ausstattungselemente dazukauften und montierten. Im April 1924 gab es eine Neuregelung. Danach kosteten Cyclecars jährlich 120 Franc und Voiturettes 180 Franc Steuern. 1925 entfielen diese Sonderregelungen in Frankreich. In der Folge wurde alle Fahrzeuge nach ihren Steuer-PS besteuert.
Der übliche Aufbau war ein Roadster mit zwei Sitzen, die bis Ende 1922  leicht versetzt nebeneinander angeordnet waren. Bei der ersten Präsentation wurde auch eine Limousine vorgestellt, die aber nicht in Serienproduktion ging. Daneben ist für den Automobilsalon vom Oktober 1923 ein Landaulet überliefert, das nur für kurze Zeit angeboten wurde.
Bei der Vorstellung 1921 kostete das Fahrzeug 9200 Franc. Der Preis lag damit unterhalb der 9900 Franc für einen vergleichbaren Peugeot Typ 161.
1922 erschienen zwei Varianten. Der Amilcar Type CV war die Sportversion. Der Amilcar Type C 4 war etwas länger.
1925 endete die Produktion. Es gab keinen direkten Nachfolger. Die Motoren erhielten Nummern von 1 bis 5000. Das heißt, dass maximal 5000 Fahrzeuge entstanden.

## Auktionsergebnisse
Das Auktionshaus Artcurial versteigerte 2014 ein Fahrzeug von 1923 für 25.032 Euro.
Osenat erzielte 2016 für ein 1922er Fahrzeug 12.000 Euro.
Erneut Artcurial versteigerte 2018 ein Fahrzeug von etwa 1924 für 19.668 Euro versteigern.
Brightwells versteigerte 2019 einen 1924er Wagen für 11.550 Pfund Sterling.
Coys erhielt 2019 für ein Fahrzeug von 1924 ein Gebot über 11.813 Pfund, was unter dem unteren Schätzpreis von 18.000 Pfund lag.